# Martin Planta
Martin von Planta (* 4. März 1727 in Susch; † 29. März 1772 in Haldenstein) war ein Schweizer reformierter Geistlicher und Pädagoge.

## Leben

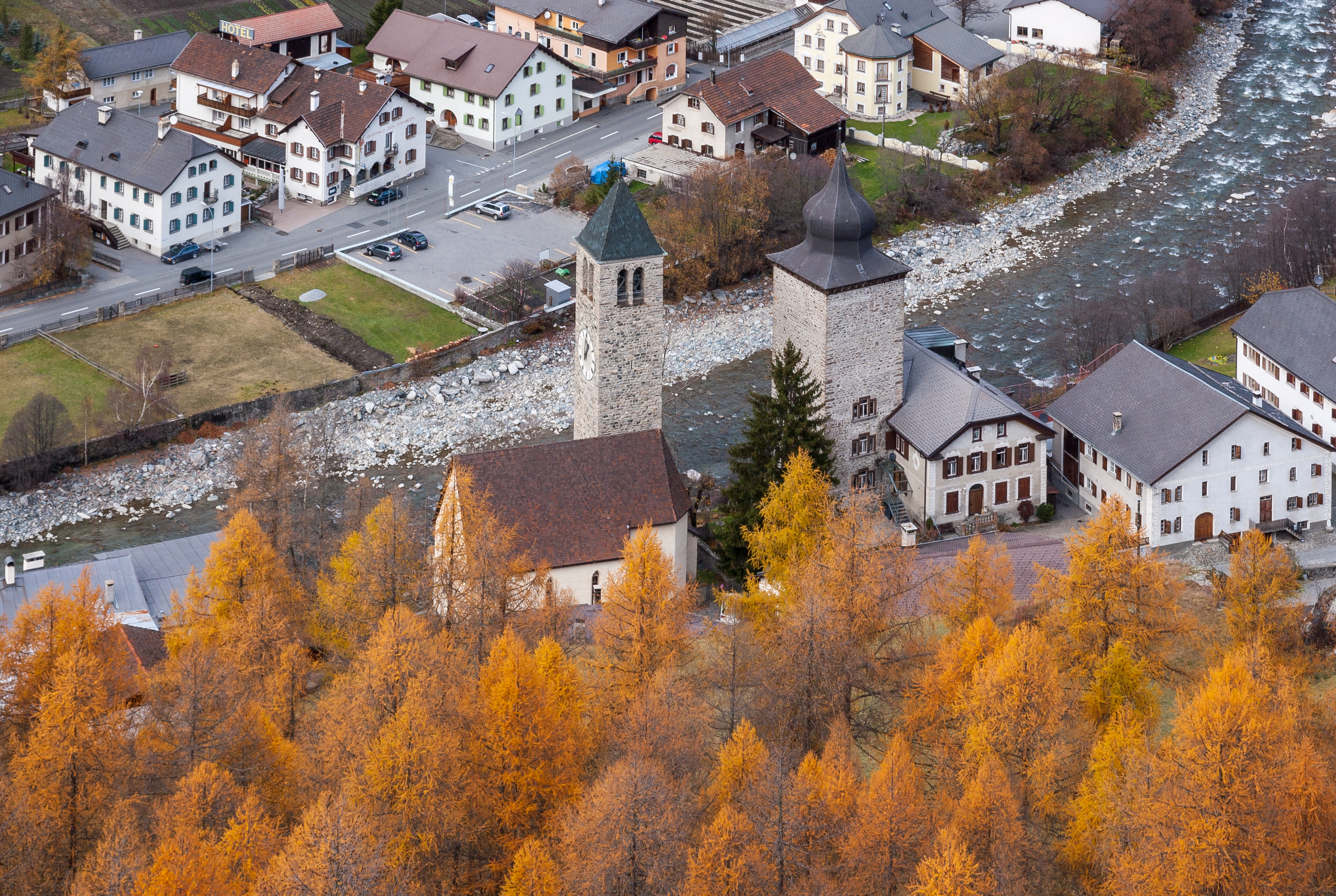
Reformierte Kirche in Susch und Tuor Planta

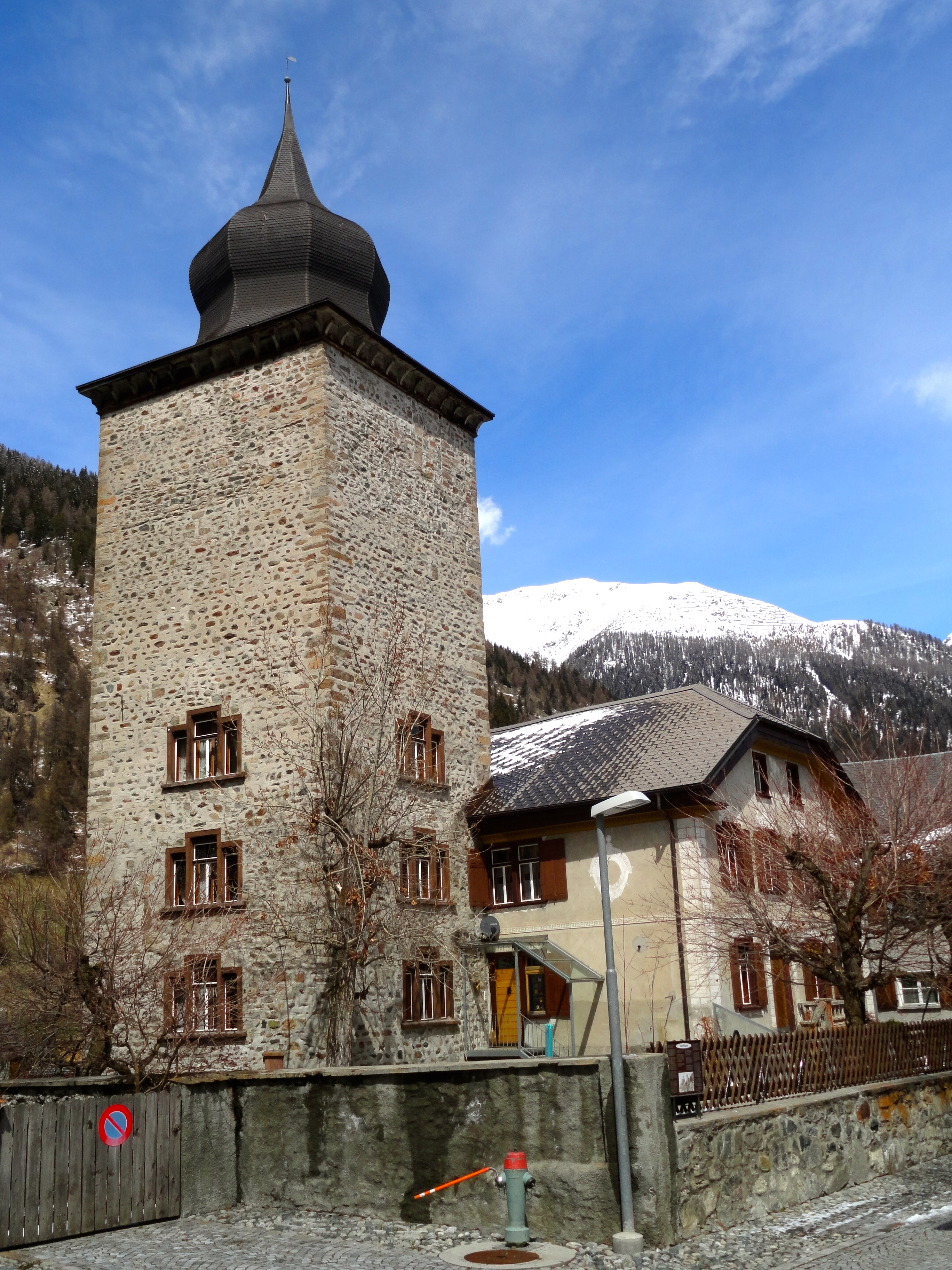
Tuor Planta in Susch, seit ca. 1500 im Familienbesitz

Als Sohn des Landammanns Josef von Planta und dessen Frau Elsa Conrad wurde Martin Planta am 4. März 1727 in Susch im Kanton Graubünden geboren. Ab dem Alter von zehn unterrichtete ihn sein älterer Bruder Andreas, der Pfarrer war. Auf dessen Anraten besuchte Planta seit 1742 das Carolinum in Zürich. Am 18. Juni 1745 nahm man ihn in Vicosoprano in die evangelisch-rätische Synode auf. Damit durfte er das Pfarramt übernehmen, doch da er erst 18 Jahre alt war, wurde er zunächst zusammen mit seinem älteren Bruder in Erlangen Pfarrer. Zugleich betätigte er sich als Hauslehrer in Obernzenn. Dabei war ihm erlaubt, die Bibliothek der Familie, deren Junge er unterrichtete, zu benutzen.
1748 gab er seine Hauslehrer- und Pfarrtätigkeit auf, um eine Forschungsreise durch Mainz, Den Haag und England zu tätigen. Zwei Jahre später kam er in London an, wo er die Reformation des Schulwesens anstrebte und mehrere Privatschulen gründete. Dort plante er einen tiefergehenden Werdegang, aber er erkrankte und Ärzte rieten ihm, in die Heimat zurückzukehren. Anschliessend wurde er Hofmeister in Zuoz. In diesen Jahren unterrichtete Planta immer noch seinen Schüler aus der Hauslehrer-Zeit, und zwar in Zuoz, Chur und Chiavenna. Planta befreundete sich mit Johann Heinrich Lambert und Johann Peter Nesemann.
Im Jahr 1753 stellte man Planta als Pfarrer in Zizers ein. Er heiratete Anna Caterina Sprecher und ein paar Jahre später beschloss er mit Nesemann in Zizers, ein Seminar einzurichten. Der erste Unterricht fand noch im Pfarrhaus statt, doch konnte dies nicht auf Dauer so bleiben. 1761 zog das Seminar in eine Schlosshälfte im Schloss Haldenstein ein. Fünf Jahre später – inzwischen war das Seminar Haldenstein selbst über den Kanton hinweg bekannt – präsentierte er seine Schulreformationspläne in Schinznach, die später berücksichtigt wurden. Inzwischen wurden die Seminarräumlichkeiten erneut zu klein, sodass 1771 auch die Südseite des Schlosses beansprucht wurde. Am 29. März 1772 verstarb Martin Planta dort im Alter von 45 Jahren. Wenige Jahre danach musste auch das Seminar schliessen.